# Boson II de Talleyrand-Périgord Valencay

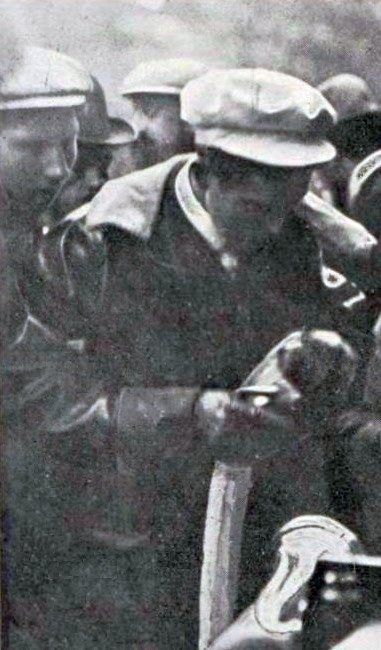
Boson w 1901

Paul Louis Marie Archambault Boson de Talleyrand-Périgord (ur. 20 lipca 1867 w Paryżu, zm. 9 maja 1952 w Valençay)  – książę żagański (1929 -1935; tytularnie do 1952), książę de Talleyrand-Périgord (1937-1952) oraz książę de Valençay.

## Życiorys

### Wczesne życie
Boson urodził się 20 lipca 1867 roku jako syn Bosona de Talleyrand-Périgord, księcia żagańskiego oraz księcia de Talleyrand-Périgord (1832-1910) i Jeanne Seillière (1839-1905), dziedziczki barona de Seilliere, dostawcy zaopatrzenia wojskowego, który wzbogacił się podczas wojny francusko-pruskiej. Jego starszym bratem był Hélie de Talleyrand-Périgord (1859-1937), książę żagański oraz późniejszy książę de Talleyrand-Périgord.
Jego dziadkami ze strony ojca byli Ludwik Napoleon de Talleyrand-Périgord (1811-1898) książę żagański, książę de Talleyrand-Périgord oraz książę de Valençay i Anna Luiza Charlotta Alix de Montmorency (1810-1858). Jego pradziadkami ze strony ojca byli Edmond de Talleyrand-Périgord, książę Dino (1787-1872), a później książę de Talleyrand-Périgord, oraz Dorota de Talleyrand-Périgord, księżna żagańska (1793-1862).

### Książę
Kiedy 27 maja 1929 r. jego bratanek Howard Maurice de Talleyrand-Périgord, książę Żagania, popełnił samobójstwo Boson otrzymał po nim tytuł księcia żagańskiego. Księciem był aż do roku 1935, kiedy władze III Rzeszy skonfiskowały Żagań. Pomimo tego tytuł księcia dalej przysługiwał Bosonowi II, który piastował go do 9 maja 1952 r., następnie tytuł uzyskał jego kuzyn Helie de Talleyrand-Périgord de Pourtalès (1882-1968). 25 października 1937 r. na zawał serca umiera jego brat Hélie de Talleyrand-Périgord, książę de Talleyrand-Périgord, tytuł księcia de Talleyrand-Périgord spada wtedy na Bosona II, gdyż jedyny syn Hélie zmarł w 1929 r. Boson staje się Jego Najjaśniejszą Wysokością, Księciem de Talleyrand-Périgord i piastuje ten tytuł aż do śmierci w 1952. Po nacjonalizacji majątku przez władze Polskiej Rzeczypospolitej Ludowej (po II wojnie światowej), książę otrzymał odszkodowanie od rządu francuskiego, strona polska zaś przez lata przekazywała Francji ekwiwalent w postaci węgla, zgodnie z umową ratyfikowaną przez obie strony w 1948 r. W 1951 r. państwo polskie przyznało rekompensatę rodzinie Talleyrandów w wysokości 6 mln dolarów za upaństwowienie obszaru dawnego Księstwa Żagańskiego. Boson II był też księciem de Valençay.

## Życie prywatne
5 października 1901 roku poślubił Helen Stuyvesant Morton (1876-1952), córkę byłego wiceprezydenta USA Levi Mortona. Rozwiedli się w 1904. Boson ponownie ożenił się 26 listopada 1938 z Silvią Victorią Rodiguez de Rivas de Castillesa de Guzman. Małżeństwo rozwiodło się w 1943. 16 stycznia 1950 r. Boson żeni się po raz trzeci z Antoinette Marie Joséphine Morel. Talleyrand zmarł bezpotomnie 9 maja 1952 w Valençay.